# فرودگاه شهرستان کارول (آرکانزاس)
فرودگاه کارول کانتی (آرکانزاس) (به انگلیسی: Carroll County Airport (Arkansas)) یک فرودگاه همگانی بهره‌برداری هوایی است که یک باند فرود آسفالت دارد و طول باند آن ۱۰۸۳ متر است. این فرودگاه در کشور ایالات متحده آمریکا قرار دارد و در ارتفاع ۳۶۷ متری از سطح دریا واقع شده‌است.